# 利尔·贝比
多米尼克·琼斯（Dominique Jones，1994年12月3日 - ），艺名利尔·贝比（Lil Baby），是一位来自美国喬治亞州亚特兰大的饒舌歌手、词曲作家。他于2017年发布了混音带《Perfect Timing》，获得了关注和赞誉。他最为知名的作品是热门单曲“My Dawg”、“Freestyle”、“Yes Indeed ”、“Drip Too Hard”和“Close Friends”，后三者曾分别登至Billboard百强单曲榜第6、第4和第28名。

## 唱片

### 录音室专辑
- 《Harder Than Ever》(2018年)